# Austerocardiochiles exleyae
Austerocardiochiles exleyae är en stekelart som först beskrevs av Paul C. Dangerfield och Austin 1995.  Austerocardiochiles exleyae ingår i släktet Austerocardiochiles och familjen bracksteklar. Inga underarter finns listade.